# Grandtully (Whiskybrennerei)
Grandtully, auch Granthly genannt, war eine Whiskybrennerei nahe Aberfeldy, Perth and Kinross, Schottland. Der erzeugte Brand war somit der Whiskyregion Highlands zuzuordnen. Grandtully gehörte zusammen mit Ballechin und Auchnagie zu einer Gruppe bäuerlicher Brennereien in der Gegend, von denen heute Edradour als einzige noch aktiv ist.

## Geschichte
Die Brennerei wurde 1825 von A. Campbell & Co  errichtet. In den folgenden neun Jahren wechselte viermal der Inhaber, bis sie 1837 in die Hände von James Thomson geriet, dessen Familie den Betrieb bis zur Schließung im Jahre 1910 durchgehend führte. Grandtully gehörte zu den kleinsten Brennereien Schottlands.
Als Alfred Barnard im Rahmen seiner bedeutenden Whiskyreise im Jahre 1886 die Brennerei besuchte, verfügte sie über eine jährliche Produktionskapazität von 5.000 Gallonen Malt Whisky. Es stand eine Brennblase mit einer Kapazität von 500 Gallonen zur Verfügung.

## Betrugsfall
Der Name der Grandtully-Brennerei wurde zwischen 1992 und 1997, also etwa 70 Jahre nach deren Schließung, zu betrügerischen Geschäften missbraucht. Hierbei wurde Whisky der vorgeblichen Brennerei Grandtully Anlegern fassweise mit der Aussicht auf hohe Gewinne verkauft. Der Verkaufspreis lag hierbei jedoch schon weit über dem Wert der Fässer. Außerdem wurden illusorische Renditen versprochen. Die Fässer stammten aus der jungen Brennerei The Speyside, die selbst nicht in die Machenschaften verwickelt war. Der Drahtzieher wurde wegen Betruges zu einer fünfjährigen Haftstrafe verurteilt.